# Ocellularia garoana
Ocellularia garoana är en lavart som beskrevs av Patw. & Nagarkar 1980. Ocellularia garoana ingår i släktet Ocellularia och familjen Thelotremataceae.   Inga underarter finns listade i Catalogue of Life.